# Prix Silver Slugger
Le Louisville Silver Slugger Award, aussi appelé Bâton d'argent ou Prix Silver Slugger, est un prix qu'un joueur des Ligues majeures de baseball reçoit pour son talent au bâton. Chaque année, neuf joueurs de la Ligue américaine et autant de la Ligue nationale reçoivent cet honneur. Le prix est distribué par Louisville Slugger, une entreprise qui fabrique des battes de baseball.
Ce prix soulignant l'excellence en offensive est remis à la fin de chaque saison depuis l'année 1980.

## Liste des gagnants

### Ligue nationale
Entre parenthèses, le nombre de Bâtons d'argent pour les gagnants multiples.
| Année | Position                                                                      | Gagnant et équipe |
| ----- | ----------------------------------------------------------------------------- | --- |
| 1980  | Lanceur Receveur Premier but Deuxième but Troisième but Arrêt-court Voltigeur | Bob Forsch, Cardinals de Saint-Louis Ted Simmons, Cardinals de Saint-Louis Keith Hernandez, Cardinals de Saint-Louis Manny Trillo, Phillies de Philadelphie Mike Schmidt, Phillies de Philadelphie Garry Templeton, Cardinals de Saint-Louis Dusty Baker, Dodgers de Los Angeles Andre Dawson, Expos de Montréal George Hendrick, Cardinals de Saint-Louis                       |
| 1981  | Lanceur Receveur Premier but Deuxième but Troisième but Arrêt-court Voltigeur | Fernando Valenzuela, Dodgers de Los Angeles Gary Carter, Expos de Montréal Pete Rose, Phillies de Philadelphie Manny Trillo (2), Phillies de Philadelphie Mike Schmidt (2), Phillies de Philadelphie Dave Concepción, Reds de Cincinnati Dusty Baker (2), Dodgers de Los Angeles Andre Dawson (2), Expos de Montréal George Foster, Reds de Cincinnati                           |
| 1982  | Lanceur Receveur Premier but Deuxième but Troisième but Arrêt-court Voltigeur | Don Robinson, Pirates de Pittsburgh Gary Carter (2), Expos de Montréal Al Oliver, Expos de Montréal Joe Morgan, Giants de San Francisco Mike Schmidt (3), Phillies de Philadelphie Dave Concepción (2), Reds de Cincinnati Dale Murphy, Braves d'Atlanta Pedro Guerrero, Dodgers de Los Angeles Leon Durham, Cardinals de Saint-Louis                                            |
| 1983  | Lanceur Receveur Premier but Deuxième but Troisième but Arrêt-court Voltigeur | Fernando Valenzuela (2), Dodgers de Los Angeles Terry Kennedy, Padres de San Diego George Hendrick (2), Cardinals de Saint-Louis Johnny Ray, Pirates de Pittsburgh Mike Schmidt (4), Phillies de Philadelphie Dickie Thon, Astros de Houston Dale Murphy (2), Braves d'Atlanta Andre Dawson (3), Expos de Montréal José Cruz, Astros de Houston                                  |
| 1984  | Lanceur Receveur Premier but Deuxième but Troisième but Arrêt-court Voltigeur | Rick Rhoden, Pirates de Pittsburgh Gary Carter (3), Expos de Montréal Keith Hernandez (2), Mets de New York Ryne Sandberg, Cubs de Chicago Mike Schmidt (5), Phillies de Philadelphie Garry Templeton (2), Padres de San Diego Dale Murphy (3), Braves d'Atlanta Tony Gwynn, Padres de San Diego José Cruz (2), Astros de Houston                                                |
| 1985  | Lanceur Receveur Premier but Deuxième but Troisième but Arrêt-court Voltigeur | Rick Rhoden (2), Pirates de Pittsburgh Gary Carter (4), Mets de New York Jack Clark, Cardinals de Saint-Louis Ryne Sandberg (2), Cubs de Chicago Tim Wallach, Expos de Montréal Hubie Brooks, Expos de Montréal Dale Murphy (4), Braves d'Atlanta Willie McGee, Cardinals de Saint-Louis Dave Parker, Reds de Cincinnati                                                         |
| 1986  | Lanceur Receveur Premier but Deuxième but Troisième but Arrêt-court Voltigeur | Rick Rhoden (3), Pirates de Pittsburgh Gary Carter (5), Mets de New York Glenn Davis, Astros de Houston Steve Sax, Dodgers de Los Angeles Mike Schmidt (6), Phillies de Philadelphie Hubie Brooks (2), Expos de Montréal Tim Raines, Expos de Montréal Tony Gwynn (2), Padres de San Diego Dave Parker (2), Reds de Cincinnati                                                   |
| 1987  | Lanceur Receveur Premier but Deuxième but Troisième but Arrêt-court Voltigeur | Bob Forsch (2), Cardinals de Saint-Louis Benito Santiago, Padres de San Diego Jack Clark (2), Cardinals de Saint-Louis Juan Samuel, Phillies de Philadelphie Tim Wallach (2), Expos de Montréal Ozzie Smith, Cardinals de Saint-Louis Andre Dawson (4), Cubs de Chicago Tony Gwynn (3), Padres de San Diego Eric Davis, Reds de Cincinnati                                       |
| 1988  | Lanceur Receveur Premier but Deuxième but Troisième but Arrêt-court Voltigeur | Tim Leary, Pirates de Pittsburgh Benito Santiago (2), Padres de San Diego Andrés Galarraga, Expos de Montréal Ryne Sandberg (3), Cubs de Chicago Bobby Bonilla, Mets de New York Barry Larkin, Reds de Cincinnati Darryl Strawberry, Mets de New York Kirk Gibson, Dodgers de Los Angeles Andy Van Slyke, Pirates de Pittsburgh                                                  |
| 1989  | Lanceur Receveur Premier but Deuxième but Troisième but Arrêt-court Voltigeur | Don Robinson (2), Giants de San Francisco Craig Biggio, Astros de Houston Will Clark, Giants de San Francisco Ryne Sandberg (4), Cubs de Chicago Howard Johnson, Mets de New York Barry Larkin (2), Reds de Cincinnati Kevin Mitchell, Giants de San Francisco Tony Gwynn (4), Padres de San Diego Eric Davis (2), Reds de Cincinnati                                            |
| 1990  | Lanceur Receveur Premier but Deuxième but Troisième but Arrêt-court Voltigeur | Don Robinson (3), Giants de San Francisco Benito Santiago (3), Padres de San Diego Eddie Murray (3), Dodgers de Los Angeles Ryne Sandberg (5), Cubs de Chicago Matt Williams, Giants de San Francisco Barry Larkin (3), Reds de Cincinnati Barry Bonds, Pirates de Pittsburgh Bobby Bonilla (2), Pirates de Pittsburgh Darryl Strawberry (2), Mets de New York                   |
| 1991  | Lanceur Receveur Premier but Deuxième but Troisième but Arrêt-court Voltigeur | Tom Glavine, Braves d'Atlanta Benito Santiago (4), Padres de San Diego Will Clark (2), Giants de San Francisco Ryne Sandberg (6), Cubs de Chicago Howard Johnson (2), Mets de New York Barry Larkin (4), Reds de Cincinnati Barry Bonds (2), Pirates de Pittsburgh Bobby Bonilla (3), Pirates de Pittsburgh Ron Gant, Braves d'Atlanta                                           |
| 1992  | Lanceur Receveur Premier but Deuxième but Troisième but Arrêt-court Voltigeur | Dwight Gooden, Mets de New York Darren Daulton, Phillies de Philadelphie Fred McGriff, Padres de San Diego Ryne Sandberg (7), Cubs de Chicago Gary Sheffield, Padres de San Diego Barry Larkin (5), Reds de Cincinnati Barry Bonds (3), Pirates de Pittsburgh Larry Walker, Expos de Montréal Andy Van Slyke (2), Pirates de Pittsburgh                                          |
| 1993  | Lanceur Receveur Premier but Deuxième but Troisième but Arrêt-court Voltigeur | Orel Hershiser, Dodgers de Los Angeles Mike Piazza, Dodgers de Los Angeles Fred McGriff (2), San Diego / Atlanta Robby Thompson, Giants de San Francisco Matt Williams (2), Giants de San Francisco Jay Bell, Pirates de Pittsburgh Barry Bonds (4), Giants de San Francisco Lenny Dykstra, Phillies de Philadelphie David Justice, Braves d'Atlanta                             |
| 1994  | Lanceur Receveur Premier but Deuxième but Troisième but Arrêt-court Voltigeur | Mark Portugal, Giants de San Francisco Mike Piazza (2), Dodgers de Los Angeles Jeff Bagwell, Astros de Houston Craig Biggio (2), Astros de Houston Matt Williams (3), Giants de San Francisco Wil Cordero, Expos de Montréal Barry Bonds (5), Giants de San Francisco Tony Gwynn (5), Padres de San Diego Moisés Alou, Expos de Montréal                                         |
| 1995  | Lanceur Receveur Premier but Deuxième but Troisième but Arrêt-court Voltigeur | Tom Glavine (2), Braves d'Atlanta Mike Piazza (3), Dodgers de Los Angeles Eric Karros, Dodgers de Los Angeles Craig Biggio (3), Astros de Houston Vinny Castilla, Rockies du Colorado Barry Larkin (6), Reds de Cincinnati Sammy Sosa, Cubs de Chicago Tony Gwynn (6), Padres de San Diego Dante Bichette, Rockies du Colorado                                                   |
| 1996  | Lanceur Receveur Premier but Deuxième but Troisième but Arrêt-court Voltigeur | Tom Glavine (3), Braves d'Atlanta Mike Piazza (4), Dodgers de Los Angeles Andrés Galarraga (2), Rockies du Colorado Eric Young, Rockies du Colorado Ken Caminiti, Padres de San Diego Barry Larkin (7), Reds de Cincinnati Barry Bonds (6), Giants de San Francisco Gary Sheffield (2), Marlins de la Floride Ellis Burks, Rockies du Colorado                                   |
| 1997  | Lanceur Receveur Premier but Deuxième but Troisième but Arrêt-court Voltigeur | John Smoltz, Braves d'Atlanta Mike Piazza (5), Dodgers de Los Angeles Jeff Bagwell (2), Astros de Houston Craig Biggio (4), Astros de Houston Vinny Castilla (2), Rockies du Colorado Jeff Blauser, Braves d'Atlanta Barry Bonds (7), Giants de San Francisco Tony Gwynn (7), Padres de San Diego Larry Walker (2), Rockies du Colorado                                          |
| 1998  | Lanceur Receveur Premier but Deuxième but Troisième but Arrêt-court Voltigeur | Tom Glavine (4), Braves d'Atlanta Mike Piazza (6), Los Angeles / Floride / New York Mark McGwire (3), Cardinals de Saint-Louis Craig Biggio (5), Astros de Houston Vinny Castilla (3), Rockies du Colorado Barry Larkin (8), Reds de Cincinnati Sammy Sosa (2), Cubs de Chicago Greg Vaughn, Padres de San Diego Moisés Alou (2), Astros de Houston                              |
| 1999  | Lanceur Receveur Premier but Deuxième but Troisième but Arrêt-court Voltigeur | Mike Hampton, Astros de Houston Mike Piazza (7), Mets de New York Jeff Bagwell (3), Astros de Houston Edgardo Alfonzo, Mets de New York Chipper Jones, Braves d'Atlanta Barry Larkin (9), Reds de Cincinnati Sammy Sosa (3), Cubs de Chicago Vladimir Guerrero, Expos de Montréal Larry Walker (3), Rockies du Colorado                                                          |
| 2000  | Lanceur Receveur Premier but Deuxième but Troisième but Arrêt-court Voltigeur | Mike Hampton (2), Mets de New York Mike Piazza (8), Mets de New York Todd Helton, Rockies du Colorado Jeff Kent, Giants de San Francisco Chipper Jones (2), Braves d'Atlanta Edgar Rentería, Cardinals de Saint-Louis Barry Bonds (8), Giants de San Francisco Vladimir Guerrero (2), Expos de Montréal Sammy Sosa (4), Cubs de Chicago                                          |
| 2001  | Lanceur Receveur Premier but Deuxième but Troisième but Arrêt-court Voltigeur | Mike Hampton (3), Rockies du Colorado Mike Piazza (9), Mets de New York Todd Helton (2), Rockies du Colorado Jeff Kent (2), Giants de San Francisco Albert Pujols, Cardinals de Saint-Louis Rich Aurilia, Giants de San Francisco Barry Bonds (9), Giants de San Francisco Luis Gonzalez, Diamondbacks de l'Arizona Sammy Sosa (5), Cubs de Chicago                              |
| 2002  | Lanceur Receveur Premier but Deuxième but Troisième but Arrêt-court Voltigeur | Mike Hampton (4), Rockies du Colorado Mike Piazza (10), Mets de New York Todd Helton (3), Rockies du Colorado Jeff Kent (3), Giants de San Francisco Scott Rolen, Philadelphie / Saint-Louis Edgar Rentería (2), Cardinals de Saint-Louis Barry Bonds (10), Giants de San Francisco Vladimir Guerrero (3), Expos de Montréal Sammy Sosa (6), Cubs de Chicago                     |
| 2003  | Lanceur Receveur Premier but Deuxième but Troisième but Arrêt-court Voltigeur | Mike Hampton (5), Braves d'Atlanta Javy López, Braves d'Atlanta Todd Helton (4), Rockies du Colorado José Vidro, Expos de Montréal Mike Lowell, Marlins de la Floride Edgar Rentería (3), Cardinals de Saint-Louis Barry Bonds (11), Giants de San Francisco Gary Sheffield (3), Braves d'Atlanta Albert Pujols (2), Cardinals de Saint-Louis                                    |
| 2004  | Lanceur Receveur Premier but Deuxième but Troisième but Arrêt-court Voltigeur | Liván Hernández, Expos de Montréal Johnny Estrada, Braves d'Atlanta Albert Pujols (3), Rockies du Colorado Mark Loretta, Padres de San Diego Adrián Beltré, Dodgers de Los Angeles Jack Wilson, Pirates de Pittsburgh Barry Bonds (12), Giants de San Francisco Jim Edmonds, Cardinals de Saint-Louis Bobby Abreu, Phillies de Philadelphie                                      |
| 2005  | Lanceur Receveur Premier but Deuxième but Troisième but Arrêt-court Voltigeur | Jason Marquis, Cardinals de Saint-Louis Michael Barrett, Cubs de Chicago Derrek Lee, Cubs de Chicago Jeff Kent (4), Dodgers de Los Angeles Morgan Ensberg, Astros de Houston Felipe López, Reds de Cincinnati Andruw Jones, Braves d'Atlanta Miguel Cabrera, Marlins de la Floride Carlos Lee, Brewers de Milwaukee                                                              |
| 2006  | Lanceur Receveur Premier but Deuxième but Troisième but Arrêt-court Voltigeur | Carlos Zambrano, Cubs de Chicago Brian McCann, Braves d'Atlanta Ryan Howard, Phillies de Philadelphie Chase Utley, Phillies de Philadelphie Miguel Cabrera (2), Marlins de la Floride José Reyes, Mets de New York Carlos Beltrán, Mets de New York Matt Holliday, Rockies du Colorado Alfonso Soriano, Nationals de Washington                                                  |
| 2007  | Lanceur Receveur Premier but Deuxième but Troisième but Arrêt-court Voltigeur | Micah Owings, Diamondbacks de l'Arizona Russell Martin, Dodgers de Los Angeles Prince Fielder, Brewers de Milwaukee Chase Utley (2), Phillies de Philadelphie David Wright, Mets de New York Jimmy Rollins, Phillies de Philadelphie Carlos Beltrán (2), Mets de New York Matt Holliday (2), Rockies du Colorado Carlos Lee (2), Astros de Houston                               |
| 2008  | Lanceur Receveur Premier but Deuxième but Troisième but Arrêt-court Voltigeur | Carlos Zambrano (2), Cubs de Chicago Brian McCann (2), Braves d'Atlanta Albert Pujols (4), Cardinals de Saint-Louis Chase Utley (3), Phillies de Philadelphie David Wright (2), Mets de New York Hanley Ramírez, Marlins de la Floride Ryan Ludwick, Cardinals de Saint-Louis Matt Holliday (3), Rockies du Colorado Ryan Braun, Brewers de Milwaukee                            |
| 2009  | Lanceur Receveur Premier but Deuxième but Troisième but Arrêt-court Voltigeur | Carlos Zambrano (3), Cubs de Chicago Brian McCann (3), Braves d'Atlanta Albert Pujols (5), Cardinals de Saint-Louis Chase Utley (4), Phillies de Philadelphie Ryan Zimmerman, Nationals de Washington Hanley Ramírez (2), Marlins de la Floride Matt Kemp, Dodgers de Los Angeles Andre Ethier, Dodgers de Los Angeles Ryan Braun (2), Brewers de Milwaukee                      |
| 2010  | Lanceur Receveur Premier but Deuxième but Troisième but Arrêt-court Voltigeur | Yovani Gallardo, Brewers de Milwaukee Brian McCann (4), Braves d'Atlanta Albert Pujols (6), Cardinals de Saint-Louis Dan Uggla, Marlins de la Floride Ryan Zimmerman (2), Nationals de Washington Troy Tulowitzki, Rockies du Colorado Carlos González, Rockies du Colorado Matt Holliday (4), Cardinals de Saint-Louis Ryan Braun (3), Brewers de Milwaukee                     |
| 2011  | Lanceur Receveur Premier but Deuxième but Troisième but Arrêt-court Voltigeur | Daniel Hudson, Diamondbacks de l'Arizona Brian McCann (5), Braves d'Atlanta Prince Fielder (2), Brewers de Milwaukee Brandon Phillips, Reds de Cincinnati Aramis Ramírez, Cubs de Chicago Troy Tulowitzki (2), Rockies du Colorado Matt Kemp (2), Dodgers de Los Angeles Justin Upton, Diamondbacks de l'Arizona Ryan Braun (4), Brewers de Milwaukee                            |
| 2012  | Lanceur Receveur Premier but Deuxième but Troisième but Arrêt-court Voltigeur | Stephen Strasburg, Nationals de Washington Buster Posey, Giants de San Francisco Adam LaRoche, Nationals de Washington Aaron Hill (2), Diamondbacks de l'Arizona Chase Headley, Padres de San Diego Ian Desmond, Nationals de Washington Ryan Braun (5), Brewers de Milwaukee Jay Bruce, Reds de Cincinnati Andrew McCutchen, Pirates de Pittsburgh                              |
| 2013  | Lanceur Receveur Premier but Deuxième but Troisième but Arrêt-court Voltigeur | Zack Greinke, Dodgers de Los Angeles Yadier Molina, Cardinals de Saint-Louis Paul Goldschmidt, Diamondbacks de l'Arizona Matt Carpenter, Cardinals de Saint-Louis Pedro Alvarez, Pirates de Pittsburgh Ian Desmond (2), Nationals de Washington Jay Bruce (2), Reds de Cincinnati Michael Cuddyer, Rockies du Colorado Andrew McCutchen (2), Pirates de Pittsburgh               |
| 2014  | Lanceur Receveur Premier but Deuxième but Troisième but Arrêt-court Voltigeur | Madison Bumgarner, Giants de San Francisco Buster Posey (2), Giants de San Francisco Adrian Gonzalez (2), Dodgers de Los Angeles Neil Walker, Pirates de Pittsburgh Anthony Rendon, Nationals de Washington Ian Desmond (3), Nationals de Washington Justin Upton (2), Braves d'Atlanta Andrew McCutchen (3), Pirates de Pittsburgh Giancarlo Stanton, Marlins de Miami          |
| 2015  | Lanceur Receveur Premier but Deuxième but Troisième but Arrêt-court Voltigeur | Madison Bumgarner (2), Giants de San Francisco Buster Posey (3), Giants de San Francisco Paul Goldschmidt (2), Diamondbacks de l'Arizona Dee Gordon, Marlins de Miami Nolan Arenado, Rockies du Colorado Brandon Crawford, Giants de San Francisco Carlos González (2), Rockies du Colorado Bryce Harper, Nationals de Washington Andrew McCutchen (4), Pirates de Pittsburgh    |
| 2016  | Lanceur Receveur Premier but Deuxième but Troisième but Arrêt-court Voltigeur | Jake Arrieta, Cubs de Chicago Wilson Ramos, Nationals de Washington Anthony Rizzo, Cubs de Chicago Daniel Murphy, Nationals de Washington Nolan Arenado (2), Rockies du Colorado Corey Seager, Dodgers de Los Angeles Charlie Blackmon, Rockies du Colorado Christian Yelich, Marlins de Miami Yoenis Céspedes, Mets de New York                                                 |
| 2017  | Lanceur Receveur Premier but Deuxième but Troisième but Arrêt-court Voltigeur | Adam Wainwright, Cardinals de Saint-Louis Buster Posey (4), Giants de San Francisco Paul Goldschmidt (3), Diamondbacks de l'Arizona Daniel Murphy (2), Nationals de Washington Nolan Arenado (3), Rockies du Colorado Corey Seager (2), Dodgers de Los Angeles Charlie Blackmon (2), Rockies du Colorado Marcell Ozuna, Marlins de Miami Giancarlo Stanton (2), Marlins de Miami |

### Ligue américaine
Entre parenthèses, le nombre de Bâtons d'argent pour les gagnants multiples.
| Année | Position                                                                               | Gagnant et équipe |
| ----- | -------------------------------------------------------------------------------------- | --- |
| 1980  | Receveur Premier but Deuxième but Troisième but Arrêt-court Voltigeur Frappeur désigné | Lance Parrish Cecil Cooper Willie Randolph George Brett Robin Yount Ben Oglivie Al Oliver Willie Wilson Reggie Jackson |
| 1981  | Receveur Premier but Deuxième but Troisième but Arrêt-court Voltigeur Frappeur désigné | Carlton Fisk Cecil Cooper (2) Bobby Grich Carney Lansford Rick Burleson Dwight Evans Rickey Henderson Dave Winfield Al Oliver (2) |
| 1982  | Receveur Premier but Deuxième but Troisième but Arrêt-court Voltigeur Frappeur désigné | Lance Parrish (2) Cecil Cooper (3) Damaso Garcia Doug DeCinces Robin Yount (2) Reggie Jackson (2) Willie Wilson (2) Dave Winfield (2) Hal McRae |
| 1983  | Receveur Premier but Deuxième but Troisième but Arrêt-court Voltigeur Frappeur désigné | Lance Parrish (3) Eddie Murray Lou Whitaker Wade Boggs Cal Ripken, Jr. Lloyd Moseby Jim Rice Dave Winfield (3) Don Baylor |
| 1984  | Receveur Premier but Deuxième but Troisième but Arrêt-court Voltigeur Frappeur désigné | Lance Parrish (4) Eddie Murray (2) Lou Whitaker (2) Buddy Bell Cal Ripken, Jr. (2) Tony Armas Jim Rice (2) Dave Winfield (4) Andre Thornton |
| 1985  | Receveur Premier but Deuxième but Troisième but Arrêt-court Voltigeur Frappeur désigné | Carlton Fisk (2) Don Mattingly Lou Whitaker (3) George Brett (2) Cal Ripken, Jr. (3) George Bell Rickey Henderson (2) Dave Winfield (5) Don Baylor (2) |
| 1986  | Receveur Premier but Deuxième but Troisième but Arrêt-court Voltigeur Frappeur désigné | Lance Parrish (5) Don Mattingly (2) Frank White Wade Boggs (2) Cal Ripken, Jr. (4) Jesse Barfield George Bell (2) Kirby Puckett Don Baylor (3) |
| 1987  | Receveur Premier but Deuxième but Troisième but Arrêt-court Voltigeur Frappeur désigné | Matt Nokes Don Mattingly Lou Whitaker (4) Wade Boggs (3) Alan Trammell George Bell (3) Dwight Evans (2) Kirby Puckett (2) Paul Molitor |
| 1988  | Receveur Premier but Deuxième but Troisième but Arrêt-court Voltigeur Frappeur désigné | Carlton Fisk (3) George Brett (3) Julio Franco Wade Boggs (4) Alan Trammell Jose Canseco Mike Greenwell Kirby Puckett (3) Paul Molitor (2) |
| 1989  | Receveur Premier but Deuxième but Troisième but Arrêt-court Voltigeur Frappeur désigné | Mickey Tettleton Fred McGriff Julio Franco (2) Wade Boggs (5) Cal Ripken, Jr. (5) Kirby Puckett (4) Ruben Sierra Robin Yount (3) Harold Baines |
| 1990  | Receveur Premier but Deuxième but Troisième but Arrêt-court Voltigeur Frappeur désigné | Lance Parrish (6) Cecil Fielder Julio Franco (3) Kelly Gruber Alan Trammell (2) Ellis Burks Jose Canseco (2) Rickey Henderson (3) Dave Parker (3) |
| 1991  | Receveur Premier but Deuxième but Troisième but Arrêt-court Voltigeur Frappeur désigné | Mickey Tettleton (2) Cecil Fielder (2) Julio Franco (4) Wade Boggs (6) Cal Ripken, Jr. (6) Jose Canseco (3) Joe Carter Ken Griffey, Jr. Frank Thomas |
| 1992  | Receveur Premier but Deuxième but Troisième but Arrêt-court Voltigeur Frappeur désigné | Mickey Tettleton (3) Mark McGwire Roberto Alomar Edgar Martínez Travis Fryman Joe Carter (2) Juan González Kirby Puckett (5) Dave Winfield (6) |
| 1993  | Receveur Premier but Deuxième but Troisième but Arrêt-court Voltigeur Frappeur désigné | Mike Stanley Frank Thomas (2) Carlos Baerga Wade Boggs (7) Cal Ripken, Jr. (7) Albert Belle Juan González (2) Ken Griffey, Jr. (2) Paul Molitor (3) |
| 1994  | Receveur Premier but Deuxième but Troisième but Arrêt-court Voltigeur Frappeur désigné | Iván Rodríguez Frank Thomas (3) Carlos Baerga (2) Wade Boggs (8) Cal Ripken, Jr. (8) Albert Belle (2) Ken Griffey, Jr. (3) Kirby Puckett (6) Julio Franco (5) |
| 1995  | Receveur Premier but Deuxième but Troisième but Arrêt-court Voltigeur Frappeur désigné | Iván Rodríguez (2) Mo Vaughn Chuck Knoblauch Gary Gaetti John Valentin Albert Belle (3) Manny Ramirez Tim Salmon Edgar Martínez (2) |
| 1996  | Receveur Premier but Deuxième but Troisième but Arrêt-court Voltigeur Frappeur désigné | Iván Rodríguez (3) Mark McGwire (2) Roberto Alomar (2) Jim Thome Alex Rodriguez Albert Belle (4) Juan González (3) Ken Griffey, Jr. (4) Paul Molitor (4) |
| 1997  | Receveur Premier but Deuxième but Troisième but Arrêt-court Voltigeur Frappeur désigné | Iván Rodríguez (4) Tino Martinez Chuck Knoblauch (2) Matt Williams (4) Nomar Garciaparra (2) Juan González (4) Ken Griffey, Jr. (5) Dave Justice (2) Edgar Martínez (3) |
| 1998  | Receveur Premier but Deuxième but Troisième but Arrêt-court Voltigeur Frappeur désigné | Iván Rodríguez (5) Rafael Palmeiro Damion Easley Dean Palmer Alex Rodriguez (2) Albert Belle (5) Juan González (5) Ken Griffey, Jr. (6) Jose Canseco (4) |
| 1999  | Receveur Premier but Deuxième but Troisième but Arrêt-court Voltigeur Frappeur désigné | Iván Rodríguez (6) Carlos Delgado Roberto Alomar (3) Dean Palmer (2) Alex Rodriguez (3) Shawn Green Ken Griffey, Jr. (7) Manny Ramirez (2) Rafael Palmeiro (2) |
| 2000  | Receveur Premier but Deuxième but Troisième but Arrêt-court Voltigeur Frappeur désigné | Jorge Posada Carlos Delgado (2) Roberto Alomar (4) Troy Glaus Alex Rodriguez (4) Darin Erstad Magglio Ordóñez Manny Ramirez (3) Frank Thomas (4) |
| 2001  | Receveur Premier but Deuxième but Troisième but Arrêt-court Voltigeur Frappeur désigné | Jorge Posada (2) Jason Giambi Bret Boone Eric Chavez Alex Rodriguez (5) Juan González (6) Manny Ramirez (4) Ichiro Suzuki Edgar Martínez (4) |
| 2002  | Receveur Premier but Deuxième but Troisième but Arrêt-court Voltigeur Frappeur désigné | Jorge Posada (3) Jason Giambi (2) Alfonso Soriano Eric Chavez (2) Alex Rodriguez (6) Garret Anderson Magglio Ordóñez (2) Bernie Williams Manny Ramirez (5) |
| 2003  | Receveur Premier but Deuxième but Troisième but Arrêt-court Voltigeur Frappeur désigné | Jorge Posada (4) Carlos Delgado (3) Bret Boone (2) Bill Mueller Alex Rodriguez (7) Garret Anderson (2) Manny Ramirez (6) Vernon Wells Edgar Martínez (5) |
| 2004  | Receveur Premier but Deuxième but Troisième but Arrêt-court Voltigeur Frappeur désigné | Iván Rodríguez (7) et Víctor Martínez Mark Teixeira Alfonso Soriano (2) Melvin Mora Miguel Tejada Vladimir Guerrero (4) Manny Ramirez (7) Gary Sheffield (4) David Ortiz |
| 2005  | Receveur Premier but Deuxième but Troisième but Arrêt-court Voltigeur Frappeur désigné | Jason Varitek Mark Teixeira (2) Alfonso Soriano (3) Alex Rodriguez (8) Miguel Tejada (2) Vladimir Guerrero (5) Manny Ramirez (8) Gary Sheffield (5) David Ortiz (2) |
| 2006  | Receveur Premier but Deuxième but Troisième but Arrêt-court Voltigeur Frappeur désigné | Joe Mauer Justin Morneau Robinson Canó Joe Crede Derek Jeter Jermaine Dye Vladimir Guerrero (6) Manny Ramirez (9) David Ortiz (3) |
| 2007  | Receveur Premier but Deuxième but Troisième but Arrêt-court Voltigeur Frappeur désigné | Jorge Posada (5) Carlos Peña Plácido Polanco Alex Rodriguez (9) Derek Jeter (2) Vladimir Guerrero (7) Magglio Ordóñez (3) Ichiro Suzuki (2) David Ortiz (4) |
| 2008  | Receveur Premier but Deuxième but Troisième but Arrêt-court Voltigeur Frappeur désigné | Joe Mauer (2) Justin Morneau (2) Dustin Pedroia Alex Rodriguez (10) Derek Jeter (3) Josh Hamilton Carlos Quentin Grady Sizemore Aubrey Huff |
| 2009  | Receveur Premier but Deuxième but Troisième but Arrêt-court Voltigeur Frappeur désigné | Joe Mauer (3) Mark Teixeira (3) Aaron Hill Evan Longoria Derek Jeter (4) Jason Bay Torii Hunter Ichiro Suzuki (3) Adam Lind |
| 2010  | Receveur Premier but Deuxième but Troisième but Arrêt-court Voltigeur Frappeur désigné | Joe Mauer (4), Twins du Minnesota Miguel Cabrera (3), Tigers de Détroit Robinson Canó (2), Yankees de New York Adrián Beltré (2), Red Sox de Boston Alexei Ramirez, White Sox de Chicago Josh Hamilton (2), Rangers du Texas Carl Crawford, Rays de Tampa Bay José Bautista, Blue Jays de Toronto Vladimir Guerrero (8), Rangers du Texas    |
| 2011  | Receveur Premier but Deuxième but Troisième but Arrêt-court Voltigeur Frappeur désigné | Alex Avila, Tigers de Détroit Adrian Gonzalez, Red Sox de Boston Robinson Canó (3), Yankees de New York Adrián Beltré (3), Rangers du Texas Asdrúbal Cabrera, Indians de Cleveland José Bautista (2), Blue Jays de Toronto Jacoby Ellsbury, Red Sox de Boston Curtis Granderson, Yankees de New York David Ortiz (5), Red Sox de Boston      |
| 2012  | Receveur Premier but Deuxième but Troisième but Arrêt-court Voltigeur Frappeur désigné | A. J. Pierzynski, White Sox de Chicago Prince Fielder (3), Tigers de Détroit Robinson Canó (4), Yankees de New York Miguel Cabrera (4), Tigers de Détroit Derek Jeter (5), Yankees de New York Josh Hamilton (3), Rangers du Texas Mike Trout, Angels de Los Angeles Josh Willingham, Twins du Minnesota Billy Butler, Royals de Kansas City |
| 2013  | Receveur Premier but Deuxième but Troisième but Arrêt-court Voltigeur Frappeur désigné | Joe Mauer (5), Twins du Minnesota Chris Davis, Orioles de Baltimore Robinson Canó (5), Yankees de New York Miguel Cabrera (5), Tigers de Détroit J. J. Hardy, Orioles de Baltimore Torii Hunter (2), Tigers de Détroit Adam Jones, Orioles de Baltimore Mike Trout (2), Angels de Los Angeles David Ortiz (6), Red Sox de Boston             |
| 2014  | Receveur Premier but Deuxième but Troisième but Arrêt-court Voltigeur Frappeur désigné | Yan Gomes, Indians de Cleveland José Abreu, White Sox de Chicago José Altuve, Astros de Houston Adrián Beltré (4), Rangers du Texas Alexei Ramírez (2), White Sox de Chicago Michael Brantley, Indians de Cleveland Mike Trout (3), Angels de Los Angeles José Bautista (3), Blue Jays de Toronto Víctor Martínez (2), Tigers de Détroit     |
| 2015  | Receveur Premier but Deuxième but Troisième but Arrêt-court Voltigeur Frappeur désigné | Brian McCann (6), Yankees de New York Miguel Cabrera (6), Tigers de Détroit José Altuve (2), Astros de Houston Josh Donaldson, Blue Jays de Toronto Xander Bogaerts, Red Sox de Boston Nelson Cruz, Mariners de Seattle J. D. Martinez, Tigers de Détroit Mike Trout (4), Angels de Los Angeles Kendrys Morales, Royals de Kansas City       |
| 2016  | Receveur Premier but Deuxième but Troisième but Arrêt-court Voltigeur Frappeur désigné | Salvador Pérez, Royals de Kansas City Miguel Cabrera (7), Tigers de Détroit José Altuve (3), Astros de Houston Josh Donaldson (2), Blue Jays de Toronto Xander Bogaerts (2), Red Sox de Boston Mark Trumbo, Orioles de Baltimore Mike Trout (5), Angels de Los Angeles Mookie Betts, Red Sox de Boston David Ortiz (7), Red Sox de Boston    |
| 2017  | Receveur Premier but Deuxième but Troisième but Arrêt-court Voltigeur Frappeur désigné | Gary Sánchez, Yankees de New York Eric Hosmer, Royals de Kansas City José Altuve (4), Astros de Houston José Ramírez, Indians de Cleveland Francisco Lindor, Indians de Cleveland Justin Upton (3), Tigers & Angels George Springer, Astros de Houston Aaron Judge, Yankees de New York Nelson Cruz (2), Mariners de Seattle                 |

## Lanceurs et frappeurs désignés
Dans la Ligue nationale, les lanceurs sont inclus dans le rôle offensif de leur équipe et se présentent au bâton. Un prix Bâton d'argent est donc remis au lanceur de la Nationale s'étant le plus illustré en attaque durant la saison.
En revanche, les équipes de la Ligue américaine utilisent la règle du frappeur désigné, c'est-à-dire qu'un joueur n'évoluant pas en défensive durant la partie prend la place du lanceur dans le rôle offensif. Comme aucun lanceur de l'Américaine ne frappe durant la saison (sauf dans le cas des quelques matchs interligue disputés durant la saison régulière), le Bâton d'argent n'est pas décerné à un lanceur de ce circuit. Le frappeur désigné s'étant le plus illustré en attaque reçoit, quant à lui, un Bâton d'argent.

## Voltigeurs
À l'instar du Gant doré, prix remis annuellement pour l'excellence en défensive, les joueurs de champ extérieur (aussi appelé voltigeurs) reçoivent le Bâton d'argent sans distinction quant à leur position exacte sur le terrain. C'est-à-dire que les trois voltigeurs sélectionnés pour ce prix peuvent être, par exemple, trois voltigeurs de droite, ou n'importe quelle autre combinaison de joueurs de champ centre, de champ gauche, ou de champ droit. 

## Joueurs qui ont gagné le plus de prix

### Par position
- Lanceur : Mike Hampton - 5
- Receveur : Mike Piazza - 10
- Premier but : Albert Pujols[1] et Todd Helton - 4
- Deuxième but : Ryne Sandberg - 7
- Troisième but : Wade Boggs - 8
- Arrêt court : Barry Larkin - 9
- Voltigeur : Barry Bonds - 12
- Frappeur désigné : David Ortiz - 7

### Au total
- Barry Bonds - 12
- Mike Piazza - 10
Alex Rodriguez - 10[2]
- Barry Larkin - 9
- Wade Boggs - 8
Vladimir Guerrero[3] - 8
Cal Ripken, Jr. - 8
- Miguel Cabrera - 7
Ken Griffey, Jr. - 7
Tony Gwynn - 7
David Ortiz - 7
Iván Rodríguez - 7
Ryne Sandberg - 7